# يان جونز (كاتب)
يان جونز (بالإنجليزية: Ian Jones)‏ هو مؤرخ وكاتب ومخرج أسترالي، ولد في 22 سبتمبر 1931 في نيوكاسل في أستراليا، وتوفي في 31 أغسطس 2018 في ملبورن في أستراليا.

## وصلات خارجية
- يان جونز على موقع IMDb (الإنجليزية)
- يان جونز على موقع ديسكوغز (الإنجليزية)
- يان جونز على موقع قاعدة بيانات الفيلم (الإنجليزية)